# Ismael Ruiz
Ismael Ruiz Salmón (né le 7 juillet 1977 à Santander, Cantabrie), appelé plus communément Ismael, est un footballeur espagnol qui jouait en tant que milieu de terrain. 
Ismael Ruiz réalise la majeure partie de sa carrière au Racing de Santander. Passé par les catégories inférieures du club, il marque 10 buts avec son club formateur en 160 matchs. Avec les équipes de jeunes espagnoles, il remporte le championnat d'Europe des moins de 18 ans en 1995 et fait partie de l'équipe d'Espagne médaillée aux Jeux olympiques de Sidney.

## Biographie

### En club
Ismael Ruiz Salmón suit sa formation dans les catégories inférieures du Racing de Santander. Il débute en première division avec cette équipe lors de la saison 1995-1996. Il joue sept saisons avec l'équipe première du Racing de Santander, entre 1995 et 2003. Avec cette équipe, il est quart de finaliste de la Coupe d'Espagne à trois reprises, en 1997, 1999 et 2001.
En 2003, après 160 matchs et 10 buts marqués pour son club formateur, il est transféré au Terrassa FC, club évoluant en deuxième division. Il joue dans ce club entre 2003 et 2005. Après une saison au Real Oviedo en troisième division, il retourne au Terrassa FC, qui entre-temps a été relégué en troisième division. Il termine sa carrière professionnelle au Benidorm Club Deportivo qui évolue lui aussi en troisième division.
Le bilan de la carrière d'Ismael Ruiz en championnat s'élève à 232 matchs joués, pour 12 buts marqués, avec notamment 129 matchs et 8 buts en première division.

### En équipe nationale
Il remporte avec les moins de 18 ans, le championnat d'Europe des moins de 18 ans 1995 qui se déroule en Grèce. 
Avec les moins de 20 ans, il participe à la Coupe du monde des moins de 20 ans 1997 organisée en Malaisie. Il joue cinq matchs lors de cette compétition. L'Espagne atteint les quarts de finale du tournoi, en se faisant battre par l'Irlande.
En 2000, il est sélectionné afin de participer aux Jeux Olympiques de Sidney. Il joue deux matchs lors du tournoi olympique : contre la Corée du Sud, et le Maroc. L'Espagne atteint la finale de la compétition, en se faisant battre par le Cameroun.

## Palmarès
Espagne U-18
- Champion d'Europe des moins de 18 ans en 1995

 Espagne U-23
- Médaille d'argent aux Jeux olympiques d'été de 2000